# Eugenio de Garagarza y Dugiols
Eugenio de Garagarza y Dugiols (Asteasu, 1827-San Sebastián, 1889) fue un ingeniero agrónomo español.

## Biografía
Nacido en 1827 en la localidad vasca de Asteasu, pertenecía a una conocida familia guipuzcoana, de la cual también formó parte el químico Fausto Garagarza, catedrático de la Universidad Central. Estudió en la Escuela de Griñón la carrera de ingeniero agrónomo, y al terminarla, estableció, por disposición y cuenta de la Diputación de Guipúzcoa, la granja-modelo de Tolosa; fundó y dirigió más tarde la de Vitoria. En el momento de su deceso era director de los paseos y arbolados de Madrid. Hallándose muy delicado de salud, se retiró hacia 1887 a San Sebastián, ciudad en la que falleció a finales de 1889.